# Малибаев
Малибаев (каз. Мәлібаев, до 27 декабря 1997 года — Кызылдикан) — упразднённое село в Сырдарьинском районе Кызылординской области Казахстана. Административный центр и единственный населённый пункт Кундыздинского сельского округа. Код КАТО — 434846100. В 2013 г. включено в состав посёлка Теренозек.

## Население
В 1999 году население села составляло 1119 человек (575 мужчин и 544 женщины). По данным переписи 2009 года, в селе проживал 1251 человек (621 мужчина и 630 женщин).